# Copelatus compertus
Copelatus compertus är en skalbaggsart som beskrevs av Guignot 1956. Copelatus compertus ingår i släktet Copelatus och familjen dykare. Inga underarter finns listade i Catalogue of Life.